# 지모스테롤
지모스테롤(영어: zymosterol)은 콜레스테롤 생합성 과정에서의 대사 중간생성물이다. 라노스테롤은 지모스테롤의 전구물질로 간주될 수 있다. 지모스테롤의 콜레스테롤로의 전환은 소포체에서 일어난다. 지모스테롤은 세포질에서부터 나오는 원형질막에 빠르게 축적된다. 세포질을 통한 지모스테롤의 움직임은 콜레스테롤의 움직임보다 2배 이상 빠르다.

## 같이 보기
- 콜레스테롤